# Theaitetos (Mathematiker)
Theaitetos (altgriechisch Θεαίτητος Theaítētos, lateinisch Theaetetus, deutsch auch Theaitet oder Theaetet; * um 415 v. Chr.; † 369 v. Chr.) war ein griechischer Mathematiker der Antike.
Theaitetos stammte aus Athen. Er war in der Philosophie Schüler Platons und in der Mathematik Schüler des Theodoros von Kyrene. Platon benannte einen seiner späteren Dialoge, den Theaitetos, nach dem Mathematiker, der dort als Dialogpartner des Sokrates auftritt. Mit dessen Namensvetter, dem Philosophen und Mathematiker Sokrates dem Jüngeren, war er als Übungsgenosse bei sportlichen und militärischen Übungen verbunden, wie Platon in seinem Dialog Sophistes mitteilt.
Theaitetos bewies die Irrationalität aller Quadratwurzeln aus nichtquadratischen ganzen Zahlen. Im Weiteren klassifizierte er die irrationalen Zahlen. Außerdem bewies er, dass es genau fünf regelmäßige Körper gibt. Diese fünf Körper sind heute als platonische Körper bekannt. Schließlich stellte Theaitetos einen Zusammenhang zwischen dem Irrationalen und den platonischen Körpern her.
Theaitetos hatte vermutlich einen starken Einfluss auf Platons Verhältnis zur Mathematik. Sein Werk ist in die Elemente des Mathematikers Euklid eingegangen, und zwar in die Bücher X und XIII.
Der Theaetetus-Krater auf dem Mond wurde nach ihm benannt.